# Johnstonella inaequata
Johnstonella inaequata är en strävbladig växtart som beskrevs av A.Brand. Johnstonella inaequata ingår i släktet Johnstonella och familjen strävbladiga växter. Inga underarter finns listade i Catalogue of Life.